# IC 685
IC 685 ist eine elliptische Galaxie vom Hubble-Typ E3 im Sternbild Löwe an der Ekliptik. Sie ist schätzungsweise 1,15 Milliarden Lichtjahre von der Milchstraße entfernt und hat einen Durchmesser von etwa 140.000 Lichtjahren.

Im selben Himmelsareal befinden sich u. a. die Galaxien NGC 3626, NGC 3639, NGC 3659, IC 2703.
Das Objekt wurde am 11. April 1888 vom US-amerikanischen Astronomen Lewis Swift  entdeckt.